# James Harris (författare)
James Harris, född 20 juli 1709, död 22 december 1780, var en engelsk skriftställare och politiker. 
Han blev 1761 medlem av brittiska parlamentet, 1763-65 var han skattkammarlord och från 1774 sekreterare hos drottningen. En fullständig upplaga av hans arbeten jämte biografi utgavs i två band 1801 av hans son, lord Malmesbury.